# رتیل آذینی عاجی
رتیل آذینی عاجی (نام علمی: Poecilotheria subfusca) نام یک گونه از سرده عنکبوت‌های ببری است.